# Улкер (баскетбольный клуб)
«Улкер» — турецкий баскетбольный клуб из города Стамбул. В 2008 году произошло слияние с другим клубом из этого города — «Фенербахче».

## Титулы
- Чемпион Турции — 1995, 1998, 2001, 2006
- Кубок Турции — 1995, 2001, 2002, 2003, 2004, 2005